# Еліас Ашурі
Мохаме́д Елья́с Ашурі́ (фр. Mohamed Elias Achouri, араб. الياس عاشوري مواليد; нар. 10 лютого 1999, Сен-Дені) — туніський футболіст, нападник данського клубу «Копенгаген» і збірної Тунісу.

## Клубна кар'єра
Почав займатися футболом в юнацьких командах клубу «Сент-Етьєн». 2016 року приєднався до структури португальського клубу «Віторія» (Гімарайнш), а 2019 році почав виступати за його резервну команду в Другій лізі Португалії.
1 липня 2020 року перейшов клуб «Ештуріл-Прая». 25 липня 2021 року дебютував за «Ештуріл-Прая», вийшовши на заміну Бруну Лоуренсу в матчі першого раунду Кубка ліги проти «Насіунала». 26 серпня 2021 року на правах оренди відправився в клуб «Трофенсе» до кінця сезону. Дебютував за команду в матчі Другої ліги проти клубу «Каза-Пія», вийшовши на заміну. 5 грудня забив свій перший гол за клуб в матчі чемпіонату проти «Академіку» (Візеу). 1 травня 2022 року в матчі проти «Фейренсі» вперше відзначився дублем. Загалом забив 9 м'ячів у 28 поєдинках за «Трофенсе» в сезоні 2021–22.
В липні 2022 року повернувся до «Ештуріл-Прая» з оренди, а 14 серпня дебютував за команду в Прімейра-лізі, вийшовши на заміну Шику Жералдешу в матчі проти «Віторії» (Гімарайнш). 31 серпня 2022 року приєднався до данського клубу «Віборг», уклавши контракт до червня 2025 року. 4 вересня дебютував за «Віборг», вийшовши на заміну в матчі Суперліги проти «Оденсе». 26 лютого 2023 року забив свої перші голи за клуб, відзначившись дублем в матчі Суперліги проти «Горсенса». За підсумками квітня 2023 року був визнаний гравцем місяця Суперліги. Всього в сезоні 2022–23 провів за «Віборг» 28 матчів, в яких забив 4 голи і віддав 9 результативних передач.
24 липня 2023 року перейшов в данський клуб «Копенгаген», підписавши чотирирічний контракт. Сума трансферу становила 22,5 млн крон, однак ще 3,75 млн крон були передбачені у вигляді бонусів.. 25 липня дебютував за «Копенгаген», вийшовши на заміну Джордану Ларссону в матчі другого кваліфікаційного раунду Ліги чемпіонів УЄФА проти «Брєйдабліка». 2 серпня в матчі-відповіді проти «Брєйдабліка» забив свій перший гол за «Копенгаген».
24 серпня 2024 року підписав з «Копенгагеном» новий контракт до літа 2028 року. В сезоні 2024–25 допоміг команді зробити «золотий» дубль: виграти Суперлігу та здобути Кубок Данії.

## Кар'єра в збірній
2 червня 2022 року дебютував за збірну Тунісу, вийшовши на заміну Наїму Сліті в матчі відбіркового турніру до Кубка африканських націй 2023 проти збірної Екваторіальної Гвінеї.
28 грудня 2023 року був включений в офіційну заявку збірної Тунісу для участі в матчах фінальної частини Кубка африканських націй 2023. 10 січня 2024 року забив свій перший гол за збірну в товариському матчі проти збірної Кабо-Верде. На Кубку африканських націй 2023 зіграв в матчах групового етапу проти збірних Намібії, Малі і ПАР, а Туніс вибув з розіграшу, не вийшовши з групи. 26 березня у товариському матчі зі збірною Нової Зеландії за пряму червону картку отримав перше вилучення в складі збірної.

## Особисте життя
Народився у Франції, його батько — тунісець, а мати — алжирка.

## Статистика виступів

### Клубна статистика
Станом на 8 серпня 2025
| Клуб                  | Сезон             | Чемпіонат         | Чемпіонат | Чемпіонат | Кубок | Кубок | Кубок ліги | Кубок ліги | Єврокубки | Єврокубки | Інші  | Інші | Всього | Всього |
| Клуб                  | Сезон             | Дивізіон          | Матчі     | Голи      | Матчі | Голи  | Матчі      | Голи       | Матчі     | Голи      | Матчі | Голи | Матчі  | Голи   |
| --------------------- | ----------------- | ----------------- | --------- | --------- | ----- | ----- | ---------- | ---------- | --------- | --------- | ----- | ---- | ------ | ------ |
| Віторія Б (Гімарайнш) | 2018–19           | Сегунда-ліга      | 8         | 0         | —     | —     | —          | —          | —         | —         | —     | —    | 8      | 0      |
| Віторія Б (Гімарайнш) | 2019–20           | Сегунда-ліга      | 9         | 2         | —     | —     | —          | —          | —         | —         | —     | —    | 9      | 2      |
| Віторія Б (Гімарайнш) | Всього            | Всього            | 17        | 2         | —     | —     | —          | —          | —         | —         | —     | —    | 17     | 2      |
| Ештуріл-Прая          | 2020–21           | Сегунда-ліга      | 0         | 0         | 0     | 0     | 0          | 0          | —         | —         | —     | —    | 0      | 0      |
| Ештуріл-Прая          | 2021–22           | Прімейра-ліга     | 0         | 0         | 0     | 0     | 1          | 0          | —         | —         | —     | —    | 1      | 0      |
| Ештуріл-Прая          | 2022–23           | Прімейра-ліга     | 2         | 0         | 0     | 0     | 0          | 0          | —         | —         | —     | —    | 2      | 0      |
| Ештуріл-Прая          | Всього            | Всього            | 2         | 0         | 0     | 0     | 1          | 0          | —         | —         | —     | —    | 3      | 0      |
| → Трофенсе            | 2021–22           | Сегунда-ліга      | 27        | 9         | 1     | 0     | 0          | 0          | —         | —         | —     | —    | 28     | 9      |
| Віборг                | 2022–23           | Суперліга         | 24        | 6         | 3     | 0     | —          | —          | 0         | 0         | 1     | 0    | 12     | 6      |
| Копенгаген            | 2023–24           | Суперліга         | 28        | 4         | 2     | 0     | —          | —          | 13        | 1         | —     | —    | 43     | 5      |
| Копенгаген            | 2024–25           | Суперліга         | 23        | 2         | 3     | 0     | —          | —          | 10        | 0         | —     | —    | 36     | 2      |
| Копенгаген            | 2025–26           | Суперліга         | 4         | 2         | 0     | 0     | —          | —          | 3         | 0         | —     | —    | 7      | 2      |
| Копенгаген            | Всього            | Всього            | 55        | 8         | 5     | 0     | 0          | 0          | 26        | 1         | 1     | 0    | 86     | 9      |
| Всього за кар'єру     | Всього за кар'єру | Всього за кар'єру | 125       | 25        | 9     | 0     | 1          | 0          | 26        | 1         | 1     | 0    | 162    | 26     |

1. ↑  Кубок Португалії, Кубок Данії
2. ↑  Кубок португальської ліги
3. ↑  Матчі в плей-оф Данської Суперліги
4. 1 2  Матчі в Лізі чемпіонів УЄФА
5. ↑  Матчі в Лізі конференцій УЄФА

### Міжнародна статистика
Станом на 19 березня 2025
| Збірна            | Сезон             | Товариські | Товариські | Офіційні | Офіційні | Всього | Всього |
| Збірна            | Сезон             | Матчі      | Голи       | Матчі    | Голи     | Матчі  | Голи   |
| ----------------- | ----------------- | ---------- | ---------- | -------- | -------- | ------ | ------ |
| Туніс             |                   |            |            |          |          |        |        |
| 2022              | 0                 | 0          | 2          | 0        | 2        | 0      |        |
| 2023              | 4                 | 0          | 2          | 0        | 6        | 0      |        |
| 2024              | 4                 | 1          | 5          | 0        | 9        | 1      |        |
| 2025              | 0                 | 0          | 2          | 1        | 2        | 1      |        |
| Всього за кар'єру | Всього за кар'єру | 8          | 1          | 11       | 2        | 19     | 2      |

### Матчі за збірну
Станом на 24 березня 2025
| Матчі Еліаса Ашурі за збірну Тунісу | Матчі Еліаса Ашурі за збірну Тунісу | Матчі Еліаса Ашурі за збірну Тунісу | Матчі Еліаса Ашурі за збірну Тунісу | Матчі Еліаса Ашурі за збірну Тунісу | Матчі Еліаса Ашурі за збірну Тунісу | Матчі Еліаса Ашурі за збірну Тунісу | Матчі Еліаса Ашурі за збірну Тунісу |
| №                                   | Дата                                | Суперник                            | Рахунок                             | Голи                                | Картки                              | Хвилини                             | Змагання                            |
| ----------------------------------- | ----------------------------------- | ----------------------------------- | ----------------------------------- | ----------------------------------- | ----------------------------------- | ----------------------------------- | ----------------------------------- |
| 1                                   | 2 червня 2022                       | Екваторіальна Гвінея                | 4–0                                 |                                     |                                     | 2'                                  | Відбіркові матчі КАН-2023           |
| 2                                   | 5 червня 2022                       | Ботсвана                            | 0–0                                 |                                     |                                     | 22'                                 | Відбіркові матчі КАН-2023           |
| 3                                   | 24 березня 2023                     | Лівія                               | 3–0                                 |                                     |                                     | 24'                                 | Відбіркові матчі КАН-2023           |
| 4                                   | 28 березня 2023                     | Лівія                               | 1–0                                 |                                     |                                     | 5'                                  | Відбіркові матчі КАН-2023           |
| 5                                   | 20 червня 2023                      | Алжир                               | 1–1                                 |                                     |                                     | 76'                                 | Товариський матч                    |
| 6                                   | 12 вересня 2023                     | Єгипет                              | 3–1                                 |                                     |                                     | 82'                                 | Товариський матч                    |
| 7                                   | 13 жовтня 2023                      | Південна Корея                      | 0–4                                 |                                     | 62'                                 | 88'                                 | Товариський матч                    |
| 8                                   | 17 жовтня 2023                      | Японія                              | 0–2                                 |                                     |                                     | 63'                                 | Товариський матч                    |
| 9                                   | 6 січня 2024                        | Мавританія                          | 0–0                                 |                                     |                                     | 71'                                 | Товариський матч                    |
| 10                                  | 10 січня 2024                       | Кабо-Верде                          | 2–0                                 | 1                                   |                                     | 64'                                 | Товариський матч                    |
| 11                                  | 16 січня 2024                       | Намібія                             | 0–1                                 |                                     |                                     | 90'                                 | Фінальні матчі КАН-2023             |
| 12                                  | 20 січня 2024                       | Гвінея                              | 1–1                                 |                                     |                                     | 70'                                 | Фінальні матчі КАН-2023             |
| 13                                  | 24 січня 2024                       | Камерун                             | 0–0                                 |                                     |                                     | 70'                                 | Фінальні матчі КАН-2023             |
| 14                                  | 23 березня 2024                     | Хорватія                            | 0–0 (пен. 4–5)                      |                                     |                                     | 87'                                 | Товариський матч                    |
| 15                                  | 26 березня 2024                     | Нова Зеландія                       | 0–0 (пен. 2–4)                      |                                     | 90'                                 | 90'                                 | Товариський матч                    |
| 16                                  | 5 червня 2024                       | Екваторіальна Гвінея                | 1–0                                 |                                     |                                     | 89'                                 | Відбіркові матчі ЧС-2026            |
| 17                                  | 9 червня 2024                       | Намібія                             | 0–0                                 |                                     |                                     | 90'                                 | Відбіркові матчі ЧС-2026            |
| 18                                  | 19 березня 2025                     | Ліберія                             | 1–0                                 |                                     |                                     | 14'                                 | Відбіркові матчі ЧС-2026            |
| 19                                  | 24 березня 2025                     | Малаві                              | 2–0                                 |                                     |                                     | 90'                                 | Відбіркові матчі ЧС-2026            |

Всього: 19 матчів / 2 голи; 8 перемог, 6 нічиїх, 5 поразок.

## Досягнення
«Копенгаген»
- Чемпіон Данії: 2024–25[24]
- Володар Кубка Данії: 2024–25[25]

Особисті
- Гравець місяця данської Суперліги: квітень 2023
- Команда місяця данської Суперліги: вересень 2023[26]